# Kwiryn Grela

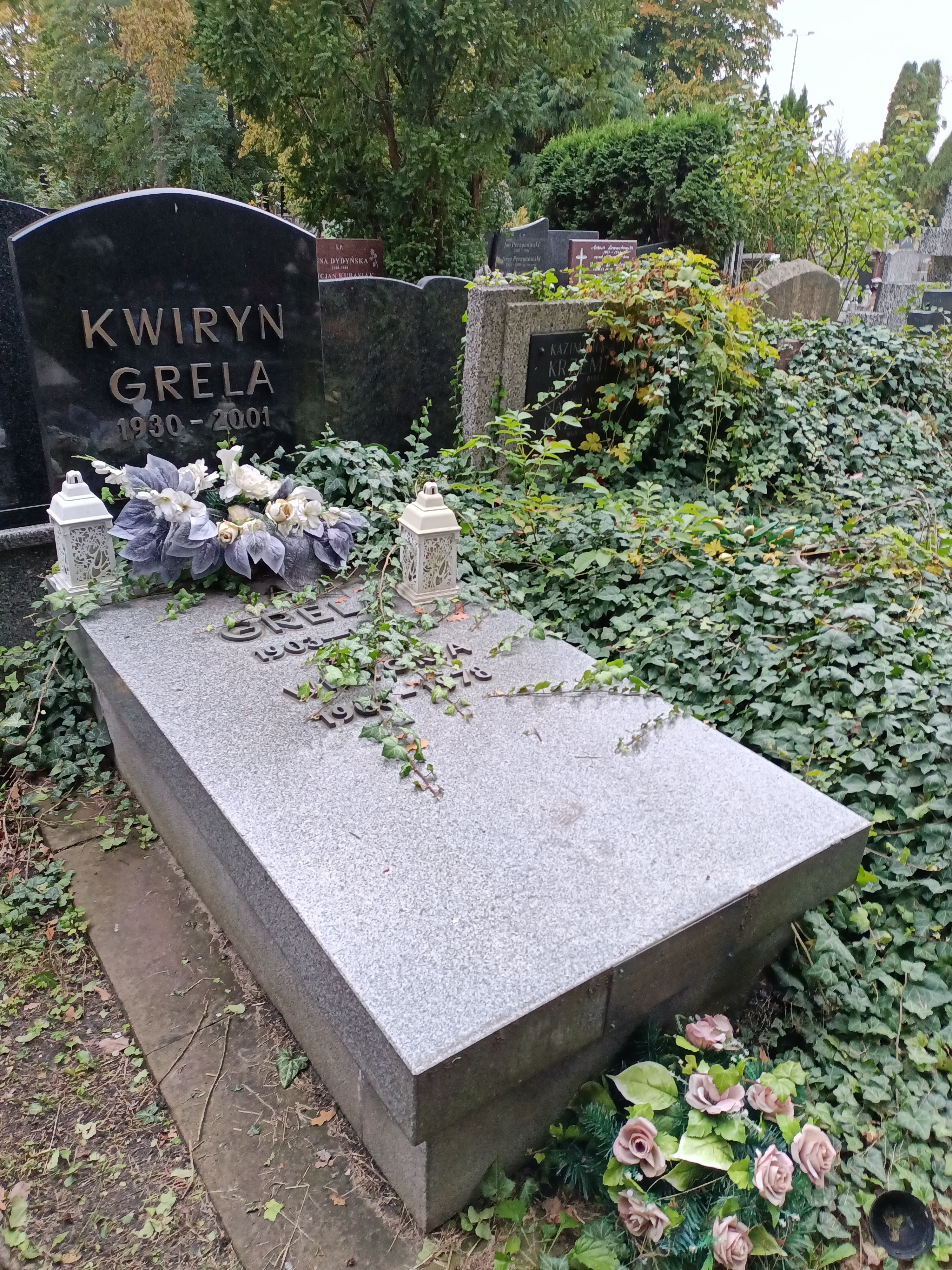
Grób Kwiryna Greli na cmentarzu wojskowym na Powązkach

Kwiryn Grela (ur. 30 marca 1930 w Sosnowcu, zm. 8 kwietnia 2001) – polski dyplomata i działacz partyjny, ambasador w Etiopii w latach 1976–1980.

## Życiorys
W 1956 uzyskał tytuł magistra ekonomii w Wyższej Szkole Ekonomicznej w Katowicach. W latach 1953–1954 wykładał na macierzystej uczelni, a w latach 1954–1956 w Zakładzie Nauk Społecznych Śląskiej Akademii Medycznej w Rokitnicy. Działał w Związku Młodzieży Polskiej oraz Związku Młodzieży Socjalistycznej, gdzie został przewodniczącym wydziału młodzieży robotniczej KC w Warszawie. Od sierpnia 1958 do 1968 pełnił funkcję zastępcy i kierownika Wydziału Zagranicznego w Centralnej Radzie Związków Zawodowych. Sekretarz generalny Polskiego Komitetu Solidarności z Narodami Azji i Afryki i Ameryki Łacińskiej (1969–1976). W latach 1976–1980 pełnił funkcję ambasadora w Etiopii. 
W 1952 został członkiem Polskiej Zjednoczonej Partii Robotniczej. W ramach PZPR pełnił funkcje członka egzekutywy, sekretarza OOP przy Śląskiej Akademii Medycznej w Rokitnicy, a także członka egzekutywy POP przy CRZZ w Warszawie (1954–1956) i starszego inspektora Wydziału Zagranicznego Komitetu Centralnego PZPR. 
Syn Jana i Wiktorii. Ojciec Dariusza Greli, chirurga.
Pochowany na Cmentarzu Wojskowym na Powązkach w Warszawie.